# Arkas Spor Kulübü 2022-2023 (pallavolo maschile)
Questa voce raccoglie le informazioni riguardanti il Arkas Spor Kulübü nelle competizioni ufficiali della stagione 2022-2023.

## Stagione
L'Arkas Spor Kulübü disputa la stagione 2022-23 senza alcuna denominazione sponsorizzata.
Partecipa al suo ventunesimo campionato di Efeler Ligi, chiudendo la regular season al quarto posto: ai play-off scudetto viene sconfitto in semifinale dall'Halkbank, venendo poi sconfitto anche nella finale per il terzo posto dal Fenerbahçe. In Coppa di Turchia viene eliminato ancora in semifinale, perdendo anche in questo caso contro l'Halkbank. Perde anche la finale di Supercoppa turca, sconfitto dallo Ziraat Bankası.
In ambito internazionale è di scena in Coppa CEV, dove raggiunge gli ottavi di finale, estromesso dagli italiani del Modena.

## Organigramma societario
Area direttiva
- Presidente: Lucien Arkas

Area tecnica
- Allenatore: Glenn Hoag
- Allenatore in seconda: João Paulo Bravo
- Assistente allenatore: Atilla Öztire
- Scoutman: Sedat Şanlı

## Rosa
| N° | Nome             | Ruolo | Data di nascita   | Nazionalità sportiva |
| -- | ---------------- | ----- | ----------------- | -------------------- |
| 1  | Ulaş Kıyak       | P     | 11 agosto 1981    | Turchia              |
| 4  | Nicholas Hoag    | S     | 19 agosto 1992    | Canada               |
| 6  | Enis Ay          | P     | 2 maggio 2000     | Turchia              |
| 7  | Mirza Lagumdžija | S     | 18 maggio 2001    | Turchia              |
| 8  | Burutay Subaşı   | S     | 15 luglio 1990    | Turchia              |
| 9  | Efe Mandıracı    | S     | 1º aprile 2002    | Turchia              |
| 10 | Daniel McDonnell | C     | 15 settembre 1988 | Stati Uniti          |
| 11 | Ángel Suárez     | C     | 3 ottobre 2003    | Cuba                 |
| 12 | Bertuğ Öndeş     | C     | 26 ottobre 1996   | Turchia              |
| 14 | Gökçen Yüksel    | S     | 17 luglio 2004    | Turchia              |
| 17 | Caner Dengin     | L     | 15 dicembre 1987  | Turchia              |
| 18 | Ahmet Karataş    | L     | 31 marzo 1991     | Turchia              |
| 19 | Erhan Hamarat    | O     | 1º luglio 2001    | Turchia              |
| 20 | Mustafa Cengiz   | C     | 29 maggio 1998    | Turchia              |
| 22 | Enes Atlı        | S     | 5 novembre 1996   | Turchia              |
| 53 | Oğuzhan Tarakçı  | O     | 23 aprile 1993    | Turchia              |

## Statistiche

### Statistiche di squadra
| Competizione     | Punti | In casa | In casa | In casa | In trasferta | In trasferta | In trasferta | Totale | Totale | Totale |
| Competizione     | Punti | G       | V       | P       | G            | V            | P            | G      | V      | P      |
| ---------------- | ----- | ------- | ------- | ------- | ------------ | ------------ | ------------ | ------ | ------ | ------ |
| Efeler Ligi      | 48    | 15      | 8       | 7       | 15           | 9            | 6            | 30     | 17     | 13     |
| Coppa di Turchia | 7     | 1       | 1       | 0       | 0            | 0            | 0            | 5      | 3      | 2      |
| Supercoppa turca | -     | -       | -       | -       | -            | -            | -            | 1      | 0      | 1      |
| Coppa CEV        | -     | 2       | 1       | 1       | 2            | 1            | 1            | 4      | 2      | 2      |
| Totale           | -     | 18      | 10      | 8       | 17           | 10           | 7            | 40     | 22     | 18     |

G = partite giocate; V = partite vinte; P = partite perse

### Statistiche dei giocatori
| Giocatore     | Campionato | Campionato | Campionato | Campionato | Campionato | Coppa di Turchia | Coppa di Turchia | Coppa di Turchia | Coppa di Turchia | Coppa di Turchia | Supercoppa turca | Supercoppa turca | Supercoppa turca | Supercoppa turca | Supercoppa turca | Coppa CEV | Coppa CEV | Coppa CEV | Coppa CEV | Coppa CEV | Totale | Totale | Totale | Totale | Totale |
| Giocatore     | P          | PT         | AV         | MV         | BV         | P                | PT               | AV               | MV               | BV               | P                | PT               | AV               | MV               | BV               | P         | PT        | AV        | MV        | BV        | P      | PT     | AV     | MV     | BV     |
| ------------- | ---------- | ---------- | ---------- | ---------- | ---------- | ---------------- | ---------------- | ---------------- | ---------------- | ---------------- | ---------------- | ---------------- | ---------------- | ---------------- | ---------------- | --------- | --------- | --------- | --------- | --------- | ------ | ------ | ------ | ------ | ------ |
| E. Atlı       | 29         | 93         | 75         | 16         | 2          | 4                | 20               | 18               | 2                | 0                | 1                | 2                | 2                | 0                | 0                | 4         | 10        | 9         | 1         | 0         | 38     | 125    | 104    | 19     | 2      |
| E. Ay         | 14         | 7          | 1          | 5          | 1          | 2                | 0                | 0                | 0                | 0                | 0                | 0                | 0                | 0                | 0                | 4         | 1         | 0         | 1         | 0         | 20     | 8      | 1      | 6      | 1      |
| M. Cengiz     | 26         | 70         | 38         | 29         | 3          | 5                | 24               | 19               | 4                | 1                | 1                | 6                | 3                | 2                | 1                | 3         | 19        | 10        | 8         | 1         | 35     | 119    | 70     | 43     | 6      |
| C. Dengin     | 29         | 0          | 0          | 0          | 0          | 5                | 0                | 0                | 0                | 0                | 1                | 0                | 0                | 0                | 0                | 4         | 0         | 0         | 0         | 0         | 39     | 0      | 0      | 0      | 0      |
| E. Hamarat    | 1          | 1          | 1          | 0          | 0          | 0                | 0                | 0                | 0                | 0                | 0                | 0                | 0                | 0                | 0                | 1         | 0         | 0         | 0         | 0         | 2      | 1      | 1      | 0      | 0      |
| N. Hoag       | 23         | 292        | 234        | 29         | 29         | 2                | 19               | 15               | 1                | 3                | 0                | 0                | 0                | 0                | 0                | 4         | 56        | 49        | 4         | 3         | 29     | 367    | 298    | 34     | 35     |
| A. Karataş    | 28         | 0          | 0          | 0          | 0          | 4                | 0                | 0                | 0                | 0                | 1                | 0                | 0                | 0                | 0                | 4         | 0         | 0         | 0         | 0         | 37     | 0      | 0      | 0      | 0      |
| U. Kıyak      | 29         | 61         | 22         | 29         | 10         | 5                | 9                | 2                | 5                | 2                | 1                | 2                | 1                | 0                | 1                | 3         | 4         | 1         | 2         | 1         | 38     | 76     | 26     | 36     | 14     |
| M. Lagumdžija | 29         | 429        | 377        | 40         | 12         | 5                | 79               | 66               | 9                | 4                | 1                | 11               | 9                | 2                | 0                | 4         | 57        | 52        | 4         | 1         | 39     | 576    | 504    | 55     | 17     |
| E. Mandıracı  | 10         | 134        | 114        | 9          | 11         | 3                | 30               | 27               | 2                | 1                | 1                | 14               | 12               | 1                | 1                | 2         | 38        | 35        | 3         | 0         | 16     | 216    | 188    | 15     | 13     |
| D. McDonnell  | 27         | 189        | 115        | 49         | 25         | 5                | 38               | 19               | 11               | 8                | 1                | 3                | 2                | 0                | 1                | 4         | 23        | 13        | 6         | 4         | 37     | 253    | 149    | 66     | 38     |
| B. Öndeş      | 26         | 107        | 53         | 43         | 11         | 3                | 4                | 3                | 1                | 0                | 1                | 0                | 0                | 0                | 0                | 3         | 8         | 7         | 1         | 0         | 33     | 119    | 63     | 45     | 11     |
| Á. Suárez     | 7          | 6          | 4          | 2          | 0          | 0                | 0                | 0                | 0                | 0                | -                | -                | -                | -                | -                | 1         | 0         | 0         | 0         | 0         | 8      | 6      | 4      | 2      | 0      |
| B. Subaşı     | 26         | 277        | 212        | 14         | 51         | 5                | 75               | 58               | 3                | 14               | 1                | 9                | 9                | 0                | 0                | 2         | 16        | 12        | 1         | 3         | 34     | 377    | 291    | 18     | 68     |
| O. Tarakçı    | 14         | 70         | 59         | 9          | 2          | 0                | 0                | 0                | 0                | 0                | -                | -                | -                | -                | -                | -         | -         | -         | -         | -         | 14     | 70     | 59     | 9      | 2      |
| G. Yüksel     | 2          | 4          | 2          | 0          | 2          | 0                | 0                | 0                | 0                | 0                | 0                | 0                | 0                | 0                | 0                | 0         | 0         | 0         | 0         | 0         | 2      | 4      | 2      | 0      | 2      |

P = presenze; PT = punti totali; AV = attacchi vincenti; MV = muri vincenti; BV = battute vincenti